# Ellie Simmonds
Eleanor May Simmonds (Glossop, Derbyshire, 11 de noviembre de 1994) es una exnadadora paralímpica británica que compitió en pruebas de S6. Llamó la atención nacional cuando compitió en los Juegos Paralímpicos de Pekín 2008, ganando dos medallas de oro para Reino Unido. Era la más joven del equipo, con 13 años.
En 2012, fue seleccionada de nuevo para el equipo de Gran Bretaña, esta vez nadando en los Juegos de Londres. Ganó otros dos oros en Londres, incluido un récord mundial en los 400 metros libres, y otra medalla de oro en los Juegos Paralímpicos de Río de Janeiro 2016, esta vez estableciendo un récord mundial en los 200 metros medley.